# Théoneste Bagosora
Théoneste Bagosora, född 16 augusti 1941 i Nyabihu, Ruanda-Urundi i nuvarande Rwanda, död 25 september 2021 i Bamako, Mali, var en rwandisk militär som pekades ut som en av huvudaktörerna i folkmordet i Rwanda. 
Efter folkmordet och hutu-regimens nederlag i inbördeskriget flydde han i juli 1994 till Zaire där han höll sig gömd fram till 1997 då han greps. Samma år ställdes han inför rätta inför Internationella Rwandatribunalen; rättegången började först 2002. År 2008 dömdes han för anstiftan till folkmord, brott mot mänskligheten samt brott mot krigets lagar till livstids fängelse. En av dem som vittnade mot honom i rättegången var Roméo Dallaire, som var befälhavare för UNAMIR, FN:s fredsbevarande operation i Rwanda under bland annat tiden för folkmordet. Domen överklagades och straffet mildrades 2011 till 35 års fängelse. Under hela rättegången vidhöll Bagosora att han var oskyldig.
Théoneste Bagosora förekommer som rollfigur i filmen Sometimes in April där han spelas av Abby Mukiibi Nkaaga.